# Kōhei Shimoda
Kōhei Shimoda (japanisch 下田 光平 Shimoda Kōhei; * 8. April 1989 in der Präfektur Akita) ist ein japanischer Fußballspieler.

## Karriere
Shimoda erlernte das Fußballspielen in der Schulmannschaft der Akita Commercial High School. Seinen ersten Vertrag unterschrieb er 2008 bei FC Tokyo. Der Verein spielte in der höchsten Liga des Landes, der J1 League. Im Mai 2009 wurde er an den Zweitligisten Mito HollyHock ausgeliehen. Für den Verein absolvierte er 31 Ligaspiele. 2011 kehrte er zum Zweitligisten FC Tokyo zurück. 2011 gewann er mit dem Verein den Kaiserpokal. 2011 wurde er mit dem Verein Meister der J2 League und stieg in die J1 League auf. Im März 2012 wechselte er zum Zweitligisten FC Machida Zelvia. Für den Verein absolvierte er 16 Ligaspiele. 2013 wechselte er zum Ligakonkurrenten V-Varen Nagasaki. Für den Verein absolvierte er 28 Ligaspiele. 2015 wechselte er zum Drittligisten Blaublitz Akita. Für den Verein absolvierte er 56 Ligaspiele. Ende 2017 beendete er seine Karriere als Fußballspieler.

## Erfolge
FC Tokyo
- J.League Cup

Sieger: 2009
- Kaiserpokal

Sieger: 2011